# Coimbatore

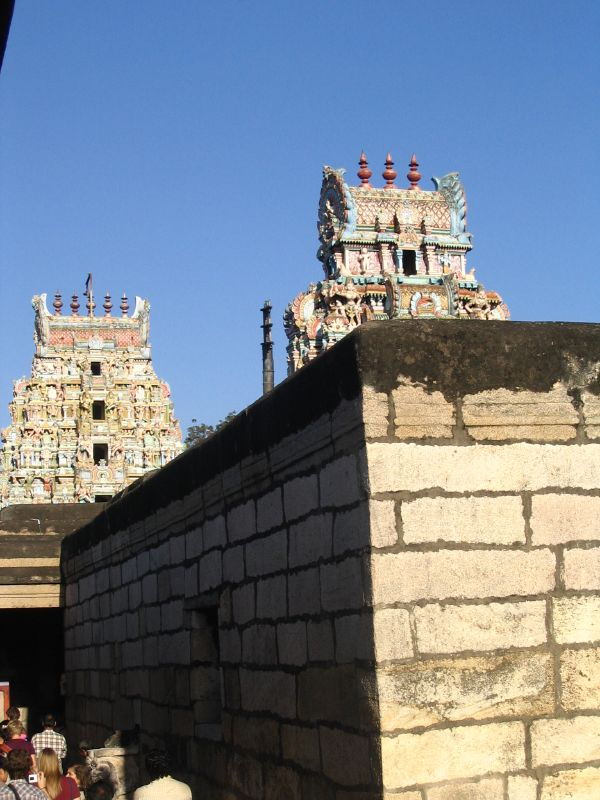
Temple Hindú a Coimbatore.

Coimbatore (tàmil கோயம்புத்தூர்), també anomenada Kovai (tàmil கோவை) és la segona ciutat de l'estat de Tamil Nadu i capital del districte de Coimbatore. La seva població s'estima que ha superat el milió d'habitants el 2009. Al cens de 2001 apareix amb 930.882 habitants (la corporació municipal). Està situada a la riba del Noyyal (Noyil).

## Història

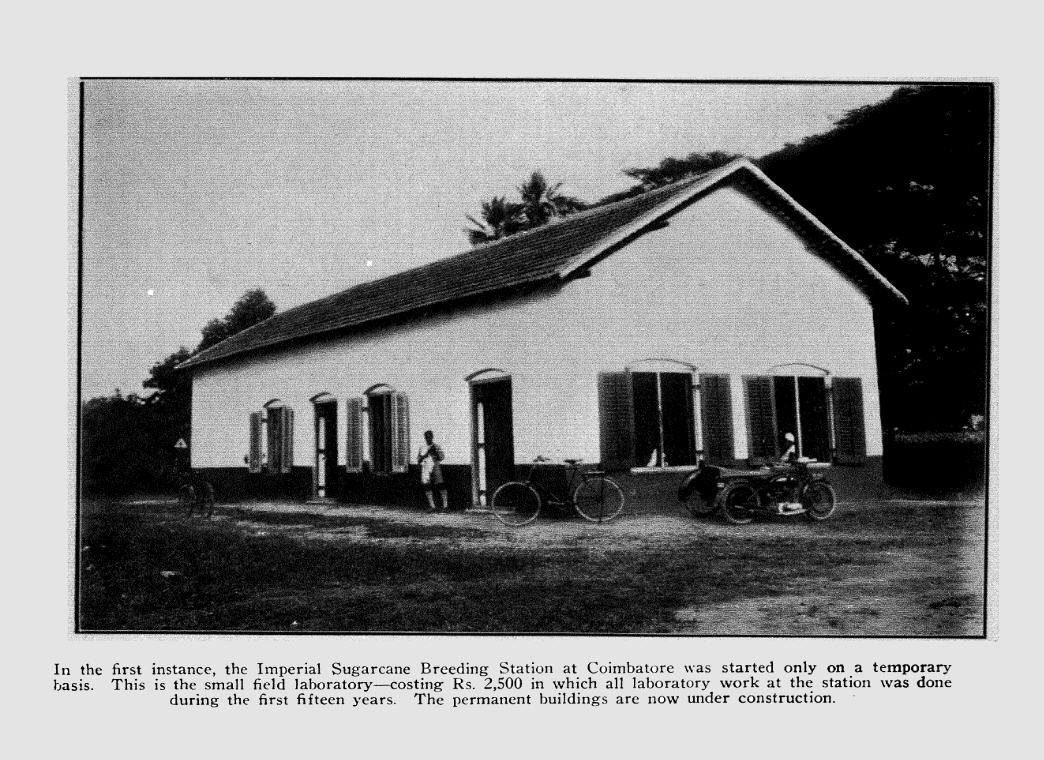
Sugarcane Breeding Institute a Coimbatore, 1927

Després del govern dels txera a la regió va passar als ratta de Kongu Nadu i als reis Ganga fins que al segle ix va caure en mans del Cola. La zona de la ciutat estava habitada per tribus entre les quals els kosars que tenien com a residència principal Kosampathur, propera a la qual va sortir Coimbatore que hauria fundat un cap irula. Els Hoysala Ballala de Mysore li van imposar la sobirania. Pertanyé després (segle XIV) a Vijayanagar i des del segle xvi i a la seva caiguda el 1565 va quedar en mans del seu virrei a Seringapatam que de facto havia quedat independent, però per poc temps, ja que aviat va passar al nayak (virrei) de Madura.
A aquestos la va arrabassar Mysore en una data entre 1667 i 1670 (alguns erudits opinen que més tard però la darrer inscripció d'un nayak de Madura data el 1669). Kaveripuram havia estat atacada el 1644, Satyamangalam conquerida el 1653, Erode i Dharapuram el 1667 i sembla que Chikka Deva Raja, que va morir el 1704, dominava la ciutat i el seu districte. És possible que fos recuperada per Madura però el 1720 s'havia perdut definitivament. No obstant sembla que sota Mysore fou governada per poligars locals, antics feudataris de Madura i en aquest temps tenia com a molt tres mil habitants.
Entre 1760 i 1799 la ciutat va canviar algunes vegades de mans en les guerres entre Mysore i els britànics, i cinc vegades fou teatre de lluites: El 1760 els britànics van ocupar Karur en revenja per l'ajut donat per Haidar Ali als francesos a la zona de Pondicherry, però els oficials del districte van al·legar no saber res dels actes de Haidar Ali (que en aquest temps fou expulsat de Seringapatam) i els britànics es van retirar; el 1768, ocupat Haidar a la costa oest, el coronel Wood va marxar pel districte, el va conquerir i hi ha establir guarnicions, però quan Haidar es va presentar totes les guarnicions es van retirar i les que van resistir foren eliminades al final del mateix any. El 1783 Tipu Sultan estava altre cop ocupat a l'oest i el coronel Lang va entrar al districte i va ocupar Karur i Dharapuram i poc després el coronel Fullarton va passar pel districte per anar a Bangalore i pel camí va ocupar Coimbatore; el final de la guerra va retornar la zona a Mysore; el 1790 el general Medows va ocupar Coimbatore i altres ciutat amb una força considerable i va marxar al pas de Gazalhatti per envair Mysore però el setembre Tipu Sultan va baixar a aquesta zona amb un exèrcit potent, va lluitar amb el coronel Floyd a Satyamangalam i va obligar els britànics a retirar-se, però aquestos van conservar Coimbatore i Karur, la primera de les quals va caure a l'any següent (1791) després d'una defensa heroica i Karur fou retornada després de la pau de 1792. El 1799 els britànics van ocupar el país que després de tantes guerres i de les exaccions dels poligars i de Mysore que suposaven una càrrega fiscal inabastable, estava arruïnat.
El 1801 Coimbatore fou atacada pels poligars de Salem, Coimbatore i Dindigul, a la segona guerra poligar del 1801. El districte es va organitzar el 1805 (l'orde datava del 1804) i la ciutat en fou declarada capital. Va ser declarada municipi el 1848. El 1981 va esdevenir una corporació municipal amb la incorporació del municipi de Singanallur.